# Pontificio Seminario Regionale Pugliese "Pio XI"
Il Pontificio Seminario Regionale Pugliese "Pio XI" è il seminario regionale della Regione ecclesiastica Puglia, nel quale si formano quei giovani che si preparano al sacerdozio appartenenti alle diciannove diocesi pugliesi o provenienti da altre diocesi italiane ed estere. L'attuale rettore è mons. Giovanni Caliandro, presbitero della diocesi di Oria.

## Rettori
Sede di Lecce
- Guglielmo Celebrano, S.I. - rettore dal 1º novembre 1908 all'agosto 1909
- Arturo Donnarumma, S.I. - rettore dall'agosto 1909 al luglio 1910
- Antonio Lamberti - rettore dal luglio 1910 al settembre 1912
- Luigi Tullo, S.I. - rettore dal settembre 1912 al settembre 1915

Sede di Molfetta
- Raffaello Delle Nocche - rettore dal novembre 1915 all'agosto 1920
- Giovanni Nogara - rettore dall'agosto 1922 al 22 marzo 1931
- Pietro Ossola - rettore dal giugno 1931 al settembre 1942
- Corrado Ursi - pro-rettore dall'ottobre 1940 e rettore dal 30 novembre 1944 al 4 agosto 1951
- Giuseppe Carata - pro-rettore dall'estate 1951 e rettore dall'ottobre 1951 all'ottobre 1965
- Mario Miglietta - pro-rettore dal 1965 e rettore dal dicembre 1968 al febbraio 1979
- Tommaso Tridente - pro-rettore dal 1979 e rettore dal settembre 1980 all'agosto 1985
- Agostino Superbo - rettore dall'agosto 1985 al luglio 1991
- Donato Negro - rettore dal luglio 1991 al febbraio 1994
- Giovanni Ricchiuti - rettore dal febbraio 1994 all'ottobre 2005
- Antonio Ladisa - rettore dall'8 ottobre 2005 al 30 marzo 2009
- Luigi Renna - rettore dal 22 maggio 2009 al novembre 2015
- Giovanni Caliandro - rettore dal 18 novembre 2015

## Comunità dei presbiteri educatori
- Rettore: sac. Giovanni Caliandro (diocesi di Oria)
- Padri spirituali:
  - Sac. Giovanni Giusto (arcidiocesi di Bari-Bitonto)
  - Sac. Alessandro Rocchetti (arcidiocesi di Manfredonia-Vieste-San Giovanni Rotondo)
  - Sac. Angelo Valente (diocesi di San Severo)
- Educatori:
  - Sac. Luca Curlante (arcidiocesi di Lecce)
  - Sac. Ruggiero Fiore (arcidiocesi di Trani-Barletta-Bisceglie)
  - Sac. Claudio Maino (arcidiocesi di Trani-Barletta-Bisceglie)
  - Sac. Sandro Ricciato (arcidiocesi di Brindisi-Ostuni)
- Responsabile dell'anno propedeutico: sac. Michele Caputo (arcidiocesi di Foggia-Bovino)
- Amministratore economo: sac. Angelo Mazzone (diocesi di Molfetta-Ruvo-Giovinazzo-Terlizzi)